# Papar
Les papar (de l'irlandais pap, père ou pape) étaient, selon les sources historiques islandaises, un groupe de moines-ermites irlandais déjà implantés en Islande lors de l'arrivée des Scandinaves.
L'érémitisme désigne l'acte de se retirer dans un « désert », c'est-à-dire de vivre éloigné de toute agglomération, pour des fins méditatives et d'accomplissement. Cela pouvait aller jusqu'à prendre la mer pour vivre en terre étrangère, tel que la navigation, c'est-à-dire le voyage de Saint Brendan.

## Historiographie

### Sources islandaises
Les Scandinaves commencent à coloniser l'Islande au IXe siècle, mais la plus ancienne source à mentionner les Papar n'intervient que 250 ans plus tard, dans l’Íslendingabók, le Livre des Islandais, rédigé entre 1122 et 1133. Ils sont également mentionnés dans le Landnámabók, le Livre de la colonisation, qui explique que les Scandinaves ont trouvé des prêtres irlandais en Islande lorsqu'ils sont arrivés, de même que des cloches et des crosses.
De nombreux toponymes islandais ont été liés aux Papar, à commencer par l'île de Papey sur la côte sud-est de l'Islande.

### Sources irlandaises
Une source antérieure qui réfère peut-être aux Papar est l'œuvre de Dicuil, un moine irlandais du IXe siècle, qui parle du voyage des saints hommes vers les terres du Nord dans son ouvrage De Mensura Orbis Terrae, écrit vers l'an 825. Toutefois, on ne sait pas si Dicuil parle de l'Islande puisque des ermites irlandais se sont également installés dans d'autres îles du nord, comme les Orcades et les Shetland.

## Point de vue scientifique
La plupart des historiens admettent l'existence des Papar comme un fait presque acquis. Ainsi, Régis Boyer dit que « tout [...] donne à penser que ce pays n'était pas inconnu des Irlandais ». Jesse Byock, lui, ne remet pas du tout en doute l'existence des Papar. Else Roesdahl est moins catégorique en disant simplement que l'Islande était « peut-être » habitée par des moines irlandais.
Certains historiens pensent toutefois qu'Ari Thorgilsson, l'auteur probable de l’Íslendingabók, aurait basé son histoire sur les écrits de Dicuil, sans avoir de preuves non plus de l'implantation de moines irlandais en Islande.
Il existe des preuves archéologiques de l'existence des Papar ,.